# Naul de Azevedo
Naul de Azevedo (Bananal, 30 de junho de 1904 — São Paulo, 5 de dezembro de 1974) foi um coronel da Força Pública do Estado de São Paulo e comandante na Revolução Constitucionalista de 1932.

## Biografia
Naul de Azevedo nasceu no dia 30 de junho de 1904, na cidade de Bananal, filho de Elpídio Lopes de Azevedo e Maria Luiza de Paula Ferreira, uma família tradicional daquele município. Teve os irmãos: Iaria, Mário, Antenor, Maria Natalina, Francico, Alidéia e Heloisa, sendo o filho de menor idade. Seu avo, Ladislau Lopes de Azevedo foi alferes do 7º Batalhao de Voluntários Paulistas na Guerra do Paraguai.
Em 1920, seguindo o exemplo do seu irmão mais velho, Mário de Azevedo, Naul ingressou na Força Pública do Estado de São Paulo, como soldado. Em 1922 matriculou-se na escola de oficiais da corporação. Na época, a Força Pública era o segundo maior corpo armado da América Latina, somente atrás do próprio Exército Brasileiro. Alguns anos depois também realizou curso de aviação e pilotagem naquela corporação, com o notório instrutor Horton Willian Hoover, tendo conseguido o brevet internacional.
Durante a Revolução de 1924, o então aspirante combateu pela legalidade, contra os rebeldes na capital paulista. Pelo seu desempenho na campanha militar, recebeu a “Medalha da Legalidade” em junho de 1926 pelo Governo do Estado.
Em 9 de julho de 1925 foi promovido a 2º tenente.
Em 3 de março de 1927 foi promovido a 1º tenente.
Entre outubro e dezembro de 1928 serviu como delegado de polícia em comissão na cidade de Potirendaba.
Entre o final da década de 1920 e o ano de 1930 participou de experiências no Grupo de Aviação da Força Pública, com a equipe do tenente João Negrão. Realizou viagens para Goiás, Minas Gerais e pelo interior paulista no avião bombardeiro "Anhanguera", de 200hp, realizando voos de observação em inóspitos sertões. Em agosto de 1927, durante uma apresentação do avião “Jahu”, por ocasião das comemorações da sua travessia pelo Atlântico, o tenente Naul de Azevedo sofreu um acidente aéreo na cidade de Santos, durante a decolagem com o avião "Paes Leme" da Força Pública. Naquele dia, durante a corrida para a decolagem, o piloto foi obrigado a levantar o avião precocemente para desviar de uma aglomeração de pessoas que inadvertidamente estavam próximas à pista, apesar dos esforços a aeronave entrou em stall e caiu, resultando em avarias em uma das asas e na hélice do aparelho e no ferimento do piloto. No acidente, houve ainda a morte de uma criança.
Durante a Revolução de 1930, ocorrida entre 3 e 24 de outubro daquele ano, combateu os rebeldes na fronteira entre os Estados de São Paulo e Minas Gerais, na ponte fronteiriça situada no município de Igarapava, onde foi ferido durante as escaramuças. Naquele conflito também realizou missões de reconhecimento com aeroplano da Força Pública.
Em 1930 serviu no comando da guarnição de Ribeirão Preto.
Entre 1930 e 1931 serviu como subcomandante na 4ª Cia do 4º Batalhão da Força Pública, sediada em Bauru. Na ocasião, o seu irmão, o capitão Mario de Azevedo servia na mesma unidade, no Estado-Maior do comandante do batalhão, o tenente-coronel Patrício Baptista da Luz.
Tomou parte da “Abrilada”, um princípio de levante contra o interventor João Alberto Lins de Barros, ocorrido em 28 de abril de 1931 em algumas guarnições da Força Pública na capital paulista. 
Em 9 de julho de 1932, por ocasião da deflagração da Revolução Constitucionalista, servia na 4ª Cia do 9º Batalhão de Caçadores Paulistas (9º B.C.P.), de Bauru, comandado pelo major Genésio de Castro e Silva. Aderiu ao levante e rumou para a frente de combate em 14 de julho, rumo a Ourinhos junto com parte do seu batalhão. Na fronteira com o Paraná, desde Palmital até Itaporanga enfrentaram as tropas governistas mistas, comandadas pelo major do Exército João Francisco Pereira de Souza.
Inicialmente se concentraram na ponte do Rio Paranapanema em Chavantes, a divisa com o Paraná, com a incumbência de defender a linha Chavantes-Itaporanga, no flanco esquerdo, constituindo uma segunda coluna do destacamento do coronel Pedro Dias de Campos, cujas forças respondiam pelas defesas da região do Baixo Paranapanema.
No final de julho de 1932, Naul de Azevedo iniciou a abertura de uma cabeça de ponte sobre o território paranaense para consolidar as defesas do extremo flanco direito do destacamento. Em 18 de julho, antes de ingressar em território paranaense, lançou boletim distribuído nas cidades do norte do Paraná, dirigido aos oficiais e praças da Força Pública do Estado do Paraná, sob título Camaradas da Força Pública do Estado do Paraná, conclamando sua adesão à Revolução Constitucionalista.
São Paulo, como si uma única pessoa, está coheso, forte e invencível, de pé pelo Brasil! São Paulo quer o reerguimento moral do Brasil. São Paulo quer o regimen claro e sereno das leis: quer a Constituição.
A nefasta dictadura, já nos extertores da agonia, ludibria os seus últimos soldados,fazendo-lhes crer que o grandioso movimento cívico nascido na Paulicéa e abençoado pelo murmúrio patriótico das águas do riacho do Ipiranga – o riacho da lenda e da saudade – é um movimento separatista.
Não! São Paulo jamais pensará e jamais pensou em separatismo. São Paulo quer um Brasil melhor, redimido e livre.
Aquelles que não cumpriram as formosíssimas promessas do programa da “Aliança Liberal”; aquelles que assaltaram os cofres da Nação apegando-se aos cargos públicos, não podem, coherentes com as suas idéas, desejar a Constituição. Como poderiam dar contas dos seus actos os “renovadores da República”? Temem a luz clara e a diaphana das Leis. E como não temer si acostumados estão a viver nas trevas?
Pois bem, camaradas da Força Pública do Paraná: São Paulo quer repartir com os filhos da terra dos Pinheiraes, a honra insigne de salvar o Brasil.
O que esperaes? Não sentis as faces afogueadas com os insulto recebidos? Repito: O que esperaes?
O Estado do Paraná jamais se desviou do mais absoluto respeito ás leis. Em 1924, na capital de São Paulo, os seus filhos, na mais perfeita comprehensão cívica, deixaram na história da revolução, ao lado da Legalidade, páginas de inegualável bravura e de inexcedível patriotismo.
A lucta, agora, também é pela Legalidade.
Nas fileiras do Exército Redemptor está reservado, na vanguarda, o lugar para os filhos do Paraná.
São Paulo os receberá de braços abertos! E, com a mesma imponência com que Roma recebia os seus generaes vencedores. São Paulo acolherá os soldados do Paraná.
As forças federaes da guarnição do Paraná, num gesto empolgante de civismo, adheriram á causa sagrada por que nos batemos.
O 5.o R.C. já está á frente do Exército Constitucionalista.
E a Força Pública do Estado do Paraná não póde, sem quebra de suas belíssimas tradições, deixar de, sem mais hesitação, seguil-o, mesmo porque o tiro que disparar contra os soldados da Constituição recolcheteará em sua honra.
Viva o Brasil!— Tenente Naul Azevedo. Da Força Pub. do Est. de S. Paulo
Em 31 de julho ocupou a cidade de Ribeirão Claro, onde a tropa paulista foi bem recebida pela população, solidários com os paulistas na causa Constitucionalista. Ainda naquela cidade obteve a adesão das autoridades locais e de diversos voluntários que formaram um batalhão local e incorporaram-se a sua coluna de combatentes, conforme comunicado da época do prefeito ao Governador Pedro de Toledo:
Comunico-vos que nesta cidade paranaense está se formando, sob indescritível entusiasmo, um batalhão que se incorporará imediatamente ás Forças Constitucionalistas sob o nome “Caravana Academica Paranaense. Saudaçoes.— (a) J. Monteiro de Barros, prefeito municipal. – Ribeirão Claro.
Na sequência iniciou a tomada das cidades de Jacarezinho, Bandeirantes, Santo Antônio da Platina, de Cambará e da Vila de Leoflora, porém, nessas localidades enfrentou razoável resistência das guarnições locais leais ao Governo Federal.
Em 4 de agosto, entre Jacarezinho e Santo Antônio da Platina, durante uma patrulha com 10 homens nas proximidades da ponte do Rio Jacarezinho, teve contato uma tropa governista dando combate por doze horas, que resultou na fuga dos adversários e na tomada das duas cidades. A tomada de Jacarezinho, Santo Antonio da Platina e Bandeirantes contou com o concurso do Batalhão de Presidente Prudente, comandado pelo tenente-coronel Miguel Brisolla de Oliveira, que assumiu a defesa daquelas três cidades. A defesa em Cambará foi entregue a uma Cia de Granadeiros do Batalhão Floriano Peixoto e Ribeirão Claro assumiu as tropas do 1º tenente Naul de Azevedo. Com isso, consolidaram a posição do extremo flanco direito da linha de defesa paulista. Porém, com a escassez de munição e recursos gerais para as tropas e perda da importância tática, o tenente recebeu ordens do Chefe do Estado-Maior da Força Pública para recuar para território paulista, o que ocorreu por volta de 10 de agosto. Após a travessia dinamitaram as pontes fronteiriças do Rio Paranapanema, e tomaram posições na margem paulista, aproveitando as defesas naturais.
Ao longo da campanha militar sua coluna acumulou um grande contingente de combatentes, reunindo alguns batalhões de voluntários, como os de Presidente Prudente e Chavantes. Ainda durante o conflito chegou a ser comissionado major.
Em setembro de 1932, com o recrudescimento da ofensiva do Exército Federal, a sua coluna tomou parte de uma série de combates na região do Rio Paranapanema. No início daquele mês, rechaçou as tropas do tenente Pimpão, na localidade de Maria Ferreira, na região de Chavantes e Fartura. Mais ao norte, na região entre Salto Grande e Ourinhos, os governistas tentaram outra incursão, sendo repelidos pelas forças constitucionalistas, recuando para o Paraná. Também em Bello Monte (atual município de Tejupá) e Ribeirópolis (atual Taguaí) houve novas incursões malogradas de tropas governistas, que forçaram a linha de defesa entre Piraju e Fartura. As tropas inimigas na região totalizavam na ocasião cerca de 1.200 homens. As tropas do 1º tenente Naul de Azevedo, em menor número, conseguiram repelir os adversários usando morteiros e granadas de mão, causando diversas baixas. Em meados daquele mês, as tropas paulistas daquela região foram reforçadas com cerca de 400 homens do esquadrão da reserva do 2º R.C.D. comandados pelo 1º tenente do Exército Corrêa Velho, que tomaram parte dos em Ribeirópolis.
Ao final de setembro o destacamento do coronel Pedro Dias de Campos, do qual a sua coluna fazia parte, ainda controlava a região dos municípios de Santa Cruz do Rio Pardo e Avaré, onde a linha de defesa dessas tropas situava-se às margens do Rio Pardo e Rio Paranapanema. Continuou nos combates até 4 de outubro, dois dias após a assinatura do acordo que encerrou o conflito, na ocasião cobriu a pé com seus homens a retirada geral das tropas da região. Findo os combates, retornou ao quartel do 9º B.C.P. em Bauru.
Em março de 1935, o tenente-coronel do Exército Adolfo Cunha Leal, chefe do Estado-Maior do destacamento do coronel Pedro Dias de Campos na Revolução Constitucionalista, em artigo na imprensa onde se defendeu de acusações do capitão do Exército Corrêa Velho, sobre fatos relativos àquele conflito, utilizou o testemunho do capitão Naul de Azevedo para refutar as alegações. Nesses relatos deu detalhes do combate ocorrido entre 18 e 19 de setembro de 1932 em Ribeirópolis (hoje município de Taguaí), onde foi ferido pela segunda vez:
Tudo relativamente bem em nosso sector. O chefe do E. M. do Destacamento Pedro Dias, tenente-coronel Cunha Leal, elaborára um plano de acção. Antes porém de o executar, era mister que se tomasse a Fazenda Rochinha, a dois kms de Ribeirópolis [atual Taguaí], cidade esta dias antes conquistada por mim. Commandava a praça de Ribeirópolis o sr. 1.° tenente Corrêa Velho, que vinha este organizar um esquadrão a que deu o seu nome.
Como em meu sector as posições estivessem consolidadas e o moral da tropa excellente, aceitei o convite que me fora, pelo telephone, feito pelos commandantes Pedro Dias e Cunha Leal, para que eu, em companhia de ambos, fosse assistir ao projectado ataque á Fazenda Rochinha.
Chegamos a Ribeiropolis na véspera do ataque, á noite. Ali, então me foi dada opportunidade de presenciar a mais desagradável das occurrencias: o tenente commandante da praça de Ribeirópolis, ao submetter seu plano á apreciação de seus chefes – commandante e chefe do E.M. – não quis aceitar as suggestões deste ultimo no que se referia ás modificações de dispositivos que o chefe do E.M. lealmente condemnára. E respondeu-lhes de modo inconveniente e grosseiro. Afinal, tendo em vista a importância da operação e a urgência, pois se realizaria dahi a horas, já se tendo concentrado na referida cidade os melhores elementos do sector, com a melhor munição e armamento, resolveram os chefes que o tenente Corrêa Velho, sob sua responsabilidade, executasse o que delineára.
O referido official procurava, porém, pretexto para retirar-se de Ribeirópolis antes do combate. Digo isso porque o mesmo, avistando-me do seu P.C., insurgiu-se contra o convite que me fora feito para assistir a execução de seu plano, traçado em elegante “croquis”. Em altas vozes affirmava não sujeitar-se a um oficial de policia. A seus escrúpulos fiz ver, em termos suasórios, que tanto me levavam a Ribeiropolis velleidades de comando. Desejava de coração, para o bem de nossa causa, que a empresa que elle iria realizar, a cobrisse de êxito. Para elle todas as glorias de combate. Queria, unicamente, cooperar comsigo, desde que este já me encontrava. Conhecia a Fazenda Rochinha, reducto dias antes tomado por mim. Poderia, pois, ser-lhe útil.
O ten. Corrêa Velho desistiu, em termos desabridos, de minha coadjuvação. Pedi, então, ao commandante Pedro Dias, para retirar-me e a isso se oppoz o commandante Cunha Leal. Assim mesmo já accommodava os 30 homens que me acompanhavam em caminhão, para o regresso a Chavantes, quando o 1° tenente do Exército, a valoroso official, Hyppolito de Medeiros, que galhardamente vinha defendendo Fartura, pediu-me insistentemente em nome dos officiaes do Exército ali presentes, ten. cel. Cunha Leal, major Arnoldo Mancebo e elle próprio Hypoolito, para que não me retirasse.
Fiquei. O lemma “tudo por São Paulo” para mim não existia unicamente nos boletins de propaganda de nossas idéas, e sim radicado em meu coração. Fiquei, pois, esquecendo-me de prompto da offensa recebida, fazendo votos a Deus pelo successo do meu camarada do Exército.
E em madrugada cor de rosa, que logo se tingira do vermelho sangue bandeirante, iniciou-se o ataque á Faz. Rochinha.
Commigo, uma pequena reserva, a linha força de 30 homens e a escolta do cmt. Pedro Dias. Com o tenente Corrêa Velho, proximamente 450 homens, bem armados a bombardas, F.M., Metr. P., granadas S. F. e V. B.
Iniciada a marcha de approximação, o major Mancebo que para Ribeirópolis se transportára apesar de doente, estranhou que o ten. Corrêa Velho não estivesse pessoalmente dirigindo seus homens. Mandou chamal-o e era de ver como passou, no aspecto de um vencedor, deante de nós, sem cumprimentar a ninguém.
Mais uma hora, entretanto, e as péssimas disposições suas se evidenciavam. Estávamos cercados em Ribeirópolis, fôra o tem. Corrêa Velho lamentavelmente envolvido e a tropa do official que não aceitára as sugestões sabias e sensatas de seu chefe, estourára...
Nessa dolorosa emergência, de novo appellaram os chefes para mim; atirei aquelle punhado de bravos contra o flanco direito, conseguindo, pelo inesperado da reacção, abrir o caminho para Campo Bello (sic) [atual Tejupá], libertando o cmt. do Sector e o chefe do E.M. já então prisioneiros. Não supportei a reacção e perdendo vidas preciosas tornei a Ribeirópolis, onde tomei disposições para resistir até o sacrifício.
E Corrêa Velho? Tinha como certo vel-o morto ou prisioneiro e lamentava o camarada caído no cumprimento do dever, perdoando-lhe a inépcia. Eis, porém, que o sargento Jovelino de Oliveira, (até hoje no H.M. onde já se operou successivas vezes dos ferimentos recebidos) scientificou-me de que o tenente, covarde e infamemente, fugira da praça de que era commandante, aproveitando-se do sacrifício de meus homens, numa ambulância. Quis duvidar do meu bravo sargento; suas palavras, porém, eram confirmadas por um médico da companhia de sapadores, que commigo ficára na defesa de Ribeirópolis.
Tive então de substituir este réo sem defesa, estigmatizado pelo ferrete da maior das covardias, abandonando seus companheiros á mercê do grande erro que commettera.
O que foram as nove horas seguintes da resistência em Ribeirópolis, dizem melhor as cicatrizes que até hoje trazem os seus defensores. Mas resistimos! E a eloquência dos ferimentos proclamou o nosso amor á causa paulista.
Milagrosamente, ferido e amparado por dois fieis camaradas, cheguei a Campo Bello, onde ao ver o causador de tanto mal, atirei-lhe em rosto a infâmia, na presença de todos e do próprio médico que confirmára a fuga.
Com a intervenção do major Mancebo, sempre conciliador, acquiesci em que o succedido ficasse comnosco, em nome da dignidade do Exército Constitucionalista, que Corrêa Velho não soube honrar.
Tive, porém, pejo de apertar a mão que elle me estendia, manchada do sangue de tantos bravos. E recusei-a.
Era assíduo participante dos eventos cívicos, militares e comemorativos relativos à Revolução Constitucionalistas, além de eventos especiais em homenagens a ilustres chefes da Revolução. Atuou também no apoio às famílias de ex-combatentes. Entre os anos 1940 e 1950 ainda integrou diretoria da Associação de ex-combatentes de São Paulo.
Em 19 de julho de 1933 foi promovido a capitão, por merecimento, por ato do interventor militar no Estado, o general Waldomiro Lima. Contudo, esse decreto foi revogado posteriormente após a saída daquele interventor. Entre maio e junho de 1935 serviu como ajudante de ordens do comandante geral interino da Força Pública, o coronel Arlindo de Oliveira. Foi enfim promovido a capitão, por antiguidade, em 9 de abril de 1936, por decreto do Governador Armando Salles de Oliveira. Pelo motivo de sua promoção foi homenageado num evento organizado por amigos e colegas da corporação. Em 31 de julho de 1936 foi classificado na 1ª Cia do 6º B.C.P. de Santos.
Entre 1935 e 1936 serviu como ajudante de ordens do Secretário de Segurança Pública do Estado de São Paulo, o sr. Arthur Leite de Barros Junior. Ainda em 1936 retornou ao mesmo posto, quando Ignácio da Costa Ferreira assumiu aquela Pasta de Governo. Em 4 de dezembro de 1937 saiu do cargo e foi na sequência classificado no 3º B.C.P. da Força Pública, sediado em Ribeirão Preto, por necessidade de serviço. Em 10 de maio de 1938 foi transferido para o C.B., também pelo motivo anterior.
Em 1937 criou a “Revista dos Militares” da qual foi diretor.
Em 1941 e 1942 comandou a 2ª Zona do Corpo de Bombeiros da Força Pública de São Paulo. Entre 1941 e 1946, paralelamente a sua atuação policial, dirigiu a sucursal de São Paulo da revista fluminense Visão Brasileira.
Entre 1945 e 1946 foi comandante em comissão na Polícia Especial em São Paulo.
Em 15 de outubro de 1947 foi promovido a major.
Em 1951 obteve a patente de tenente-coronel e classificado para o comando do 7º Batalhão da Força Pública do Estado.
Em 1953 chefiou o Serviço de Material Bélico da Força Pública Paulista. Em 29 de dezembro daquele ano, por ato do Governador do Estado, foi promovido a coronel.
Em 1954 comandou o batalhão policial. Naquele período também assumiu a direção da revista "Vigilância", revista dedicada à cultura paulista. Ainda naquele ano passou para a reserva da Força Pública do Estado.
Nas Eleições Estaduais de outubro de 1954 candidatou-se para deputado na Assembleia Legislativa de São Paulo (ALESP) pelo PTN.
Entre 1956 e 1959 foi 1º vice-presidente da Cia de Armazéns gerais.
Em 1959 foi interventor nos frigoríficos de Guarulhos e Cruzeiro durante crise de abastecimento de carne no Estado de São Paulo.
Faleceu na cidade de São Paulo em 5 de dezembro de 1974, aos 70 anos de idade. A Missa de Sétimo Dia foi realizada na “Capelania” da Polícia Militar do Estado de São Paulo.
Era casado com Isis Maria de Castro Monteiro de Barros Azevedo, uma bisneta do Barão de Leopoldina Manuel José Monteiro de Castro. Com sua esposa teve dois filhos: Antônio Carlos de Azevedo e Cláudia Maria de Azevedo.
Em 23 de maio de 1980, por ato do então Governador do Estado, Paulo Salim Maluf, foi determinado o translado de seus restos mortais para Monumento do Mausoléu do Soldado Constitucionalista de 1932. Na cerimônia fúnebre militar, ocorrida em 9 de julho, houve a chegada do cortejo conduzindo as urnas com os despojos dos heróis Naul de Azevedo, Paulo Nogueira Filho, Othelo Franco e Arcy da Rocha Nóbrega. Na ocasião foi declamada pelo acadêmico e poeta Paulo Bomfim a oração "Ante a última trincheira" de Guilherme de Almeidae feita a encomendação religiosa dos heróis. Foram prestadas honras fúnebres por uma Cia da PM para a simbólica imortalização daqueles combatentes no monumento.
Em sua homenagem foi batizada a Rua Coronel Naul de Azevedo, no Jardim Cruzeiro, no distrito de São Paulo Cidade Dutra.